# Влощовский повет
Влощовский повет (пол. Powiat włoszczowski) — повет (район) в Польше, входит как административная единица в Свентокшиское воеводство. Центр повета — город Влощова. Занимает площадь 906,38 км². Население — 45 986 человек (на 30 июня 2015 года).

## Административное деление
- города: Влощова
- городско-сельские гмины: Гмина Влощова
- сельские гмины: Гмина Ключевско, Гмина Красоцин, Гмина Москожев, Гмина Радкув, Гмина Сецемин

## Демография
Население повета дано на 30 июня 2015 года.
| Перепись            | Всего  | Мужчины | Женщины |
| ------------------- | ------ | ------- | ------- |
|                     | чел.   | чел.    | чел.    |
| Всего               | 45 986 | 22 974  | 23 012  |
| Городское население | 10 382 | 4963    | 5419    |
| Сельское население  | 35 604 | 18 011  | 17 593  |